# Saint-Philibert, Morbihan
Saint-Philibert (tiếng Breton: Sant-Filiberzh) là một xã ở tỉnh Morbihan trong vùng Bretagne tây bắc Pháp. Xã này có diện tích 7,05 km², dân số năm 1999 là 1258 người. Khu vực này có độ cao từ 0-26 mét trên mực nước biển.
Cư dân của Saint-Philibert danh xưng trong tiếng Pháp là Saint-Philibertains.